# 四大名捕II
《四大名捕II》是一部2013年以3D格式上映、中国大陆与香港合拍的古装武侠片，改编自著名华人作家温瑞安创作的系列武侠小说《四大名捕》，亦是《四大名捕》系列电影的第二部。本片由北京光线影业有限公司、东阳光线影业有限公司和香港影业国际有限公司联合出品，光线影业发行，并由陈嘉上、秦小珍执导，邓超、刘亦菲、邹兆龙、郑中基领衔主演。剧情承接前作，讲述了四大名捕在调查一宗命案时，意外牵扯出了十二年前的无情家灭门惨案，期间的调查过程险象环生、危机四伏，随着幕后主谋的步步紧逼，捕神惨遭毒手，诸葛正我也被陷害入狱，名捕们因此遭遇极大考验。
本片与系列电影的第三部《四大名捕大结局》一起套拍而成，于2012年7月11日在浙江横店影视城开机，期间曾转战仙居取景拍摄，历时半年多时间后至次年1月23日杀青关机。影片原定于2013年11月22日在中国大陆正式公映，后延期至12月6日上映。

## 剧情
电影以宋朝为背景，讲述了四大名捕“合体”后，遇上命案发生前往现场缉凶，一路追查却牵出十二年前杀害无情全家惨案，大家顺藤摸瓜，竟牵出各种不为人知的隐情。

## 演员
| 演员                       | 角色     | 备注 | 粤配   |
| 邓超                       | 冷血     | 喜歡無情，不擅防御，一旦进攻，则血战到底，愤怒时变身为狼人；讷言冷峻，只有面对小狗憨憨和无情时，才会流露出一丝温暖。本集率领众名捕追查无情一家十二年前被灭门一案。 |        |
| 刘亦菲                     | 无情     | 原名「盛涯餘」，盛鼎天和绣衣之女 两脚残疾，喜歡冷血。擅长使用暗器，能用意念攻擊及感應人心。                                                                        |        |
| 郑中基                     | 追命     | 江湖上的追債人，號稱沒有追不到的債。轻功举世无双，腿功无人能敌，嗜酒如命，逍遥江湖。                                                                               | 原声   |
| 邹兆龙                     | 铁手     | 曾嫉惡如仇，殺貪官污吏的殺人犯，諸葛神侯把他收到麾下。外形粗壮，虎背熊腰，内功深厚，臂力千斤，是一個巧手工匠，內心善良。                                           | 葉振聲 |
| 黄秋生                     | 诸葛正我 | 神侯府創始人與府主，如同三国蜀国的诸葛亮，擅长谋略，精通阴阳五行，通晓天文地理。                                                                                   | 原声   |
| 江一燕                     | 姬遥花   | 潜入六扇门的女高手，具有双重身份的间谍。 | 吳梅   |
| 吴秀波                     | 安世耿   | 家财万贯，为人奸诈，擅长阴谋诡计。電影首部曲中结尾被被姬遥花刺了一刀，凌空飞爆，生死不明；本集卷土重来，但是却受了重伤，变成了一个处于生死之间的“怪人”。           |        |
| 柳岩                       | 如烟     | 姬遥花同門师姐，会易容和使毒只认钱不认人，冷血无情杀人不眨眼。 |        |
| 曹炳琨                     | 蔡相     | 表面上文质彬彬、身体虚弱。 |        |
| 邓萃雯                     | 娇娘     | 醉月楼老板娘，诸葛神侯的情人。 | 原声   |
| 吳映潔 （鬼鬼）            | 叮噹     | 神侯府手下。 |        |
| 承惠                       | 安雲山   | 表面上是個普通老人、身体虚弱，实则乃是一位絕頂高手，平日撐著木杖、故意隐藏其实力。中段殺了捕神柳大人。                                                             |        |
| 成泰燊                     | 捕神     | 武功高强，六扇门的门主柳大人。 |        |
| 包贝尔                     | 大狼     | 神侯府手下。 | 李家傑 |
| 苗驰                       | 大勇     | 神侯府手下。 |        |
| 向恬冉                     | 铃儿     | 神侯府手下。 |        |
| 唐治平                     | 捕头     | 六扇门捕头。 |        |
| Lollipop@F 劉峻緯 （阿緯） | 蔣磊     | 六扇门守衛。 |        |
| 张兆辉                     | 盛鼎天   | 无情父亲。 |        |
| 周海媚                     | 绣衣     | 无情母亲。 |        |

## 曲目
| 曲別   | 歌名     | 作曲 | 作詞   | 演唱 |
| 主题曲 | 〈放下〉 | 陳嵩 | 丁丁张 | 胡夏 |

## 票房

### 中国大陆
本片在中国大陆的首周三天票房为9050万元，位列該周票房榜季軍，首周成绩比去年的第一部《四大名捕》要多出870万元；次周以6660万元仍列第三名；第三周拿下1647万元，累计1.736亿元。至12月29日，票房累计近1.75亿元。

### 香港
香港观众对本片题材和演出阵容提不起兴趣，上映首日就票房惨淡。周日在21家戏院上映，总数也不过60场，四天累计也只有36万，為該周票房第9名。次周只拿到31万，票房排在第七位，两周累计票房68万。